# Isotopen van helium
Het chemisch element helium (He), met een atoommassa van 4,002602(2) u, bezit twee natuurlijk voorkomende isotopen: helium-3 (3He) en helium-4. De overige radio-isotopen zijn zeer onstabiel en hebben een korte halveringstijd, waarbij helium-6 nog het langst in stand blijft, met een halfwaardetijd van 806,7 milliseconden. De radio-isotopen worden synthetisch in het laboratorium bereid.
De meest voorkomende heliumisotoop is helium-4, dat een kern heeft die uit twee protonen en twee neutronen bestaat. Dit is een ongebruikelijk stabiele nucleaire configuratie omdat de kern een volle schil heeft met een zogenaamd magisch aantal kerndeeltjes.
Veel zwaardere kernen vervallen door emissie van een helium-4-kern, een proces dat alfaverval wordt genoemd. Deze heliumkernen worden daarom ook wel alfadeeltjes genoemd. Een groot deel van het op aarde aanwezige helium is zo ontstaan. Een tweede heliumisotoop, helium-3, heeft slechts een neutron. Er zijn ook zwaardere isotopen, maar deze zijn radioactief. Helium-3 komt op Aarde relatief minder voor, doordat verval van zwaardere elementen alleen helium-4 produceert en atmosferisch helium relatief snel naar het heelal weglekt. De verhouding tussen de twee isotopen (helium-3/helium-4) is in de Zon (gemeten in de zonnewind) ongeveer vier keer hoger dan in meteorieten en 300 keer hoger dan in de aardatmosfeer.
In de geochemie wordt de verhouding helium-3/helium-4 gebruikt om de oorsprong van lava en magma te bepalen. Het idee is dat de bovenmantel door convectiestroming alle oorspronkelijk erin aanwezige gassen is kwijtgeraakt, maar dat de ondermantel nog relatief veel van de uit de Zonnenevel afkomstige helium-3 bevat. Lava's en magma's met een hogere helium-3/helium-4, zoals bij hotspotvulkanisme voorkomen, worden verondersteld uit een relatief ongemengd reservoir afkomstig te zijn. Het vermoeden is dat dit reservoir zich in de D"-laag of nabij de kern-mantelgrens bevindt. Dat betekent dat deze magma's afkomstig zijn van relatief veel grotere diepte dan gebruikelijk.
De isotopen helium-3 en helium-4 werden beide in grote hoeveelheden gevormd in oerknal-nucleosynthese tijdens de oerknal.

## Overzicht
| Nuclide | Z (p) | N (n) | Isotopische massa (u) | Halveringstijd  | Verval                                                           | VE (MeV) | Kernspin | Isotopische verhouding (molfractie) | Natuurlijk voorkomen (molfractie) |
| ------- | ----- | ----- | --------------------- | --------------- | ---------------------------------------------------------------- | -------- | -------- | ----------------------------------- | --------------------------------- |
| 3He     | 2     | 1     | 3,016 029 3191(26)    | stabiel         | stabiel                                                          | stabiel  | 1/2+     | 1,34(3)×10−6                        | 4,6×10−10-4,1×10−5                |
| 4He     | 2     | 2     | 4,002 603 254 15(6)   | stabiel         | stabiel                                                          | stabiel  | 0+       | 0,999 998 66(3)                     | 0,999 959-1                       |
| 5He     | 2     | 3     | 5,012 22(5)           | 700(30)×10−24 s | {\displaystyle {\ce {^5_2He -> ^4_2He + ^1_0n}}}                 | 0,60(2)  | 3/2−     |                                     |                                   |
| 6He     | 2     | 4     | 6,018 8891(8)         | 806,7(15) ms    | {\displaystyle {\ce {^6_2He -> ^6_3Li + e-}}} (99,99%)           |          | 0+       |                                     |                                   |
| 6He     | 2     | 4     | 6,018 8891(8)         | 806,7(15) ms    | {\displaystyle {\ce {^6_2He -> ^4_2He + 2^1_1H +e-}}} (0,00028%) |          | 0+       |                                     |                                   |
| 7He     | 2     | 5     | 7,028 021(18)         | 2,9(5)×10 −21 s | {\displaystyle {\ce {^7_2He -> ^6_2He + ^1_0n}}}                 |          | (3/2)−   |                                     |                                   |
| 8He     | 2     | 6     | 8,033 922(7)          | 119,0(15) ms    | {\displaystyle {\ce {^8_2He -> ^8_3Li + e-}}} (83,1%)            | 0+       |          |                                     |                                   |
| 8He     | 2     | 6     | 8,033 922(7)          | 119,0(15) ms    | {\displaystyle {\ce {^8_2He -> ^7_3Li + e- + n}}} (16,0%)        | 0+       |          |                                     |                                   |
| 8He     | 2     | 6     | 8,033 922(7)          | 119,0(15) ms    | {\displaystyle {\ce {^8_2He -> ^5_2He + ^3_1H + e- + n}}} (0,9%) | 0+       |          |                                     |                                   |
| 9He     | 2     | 7     | 9,043 95(3)           | 7(4)×10−21 s    | {\displaystyle {\ce {^9_2He -> ^8_2He + n}}}                     | 0,10(6)  | 1/2−     |                                     |                                   |
| 10He    | 2     | 8     | 10,052 40(8)          | 2,7(18)×10−21 s | {\displaystyle {\ce {^10_2He -> ^8_2He + 2n}}}                   | 0,17(11) | 0+       |                                     |                                   |

## Overzicht van isotopen per element
|             | 1           |             |                                              |                                              |                                              |                                              |                                              |                                              |                                              |                                              |                                              |                                              |    |    |    |    |    | 18 |
| 1           | H           | 2           | Periodiek systeem                            | Periodiek systeem                            | Periodiek systeem                            | Periodiek systeem                            | Periodiek systeem                            | Periodiek systeem                            | Periodiek systeem                            | Periodiek systeem                            | Periodiek systeem                            | Periodiek systeem                            | 13 | 14 | 15 | 16 | 17 | He |
| 2           | Li          | Be          | De links verwijzen naar isotopen per element | De links verwijzen naar isotopen per element | De links verwijzen naar isotopen per element | De links verwijzen naar isotopen per element | De links verwijzen naar isotopen per element | De links verwijzen naar isotopen per element | De links verwijzen naar isotopen per element | De links verwijzen naar isotopen per element | De links verwijzen naar isotopen per element | De links verwijzen naar isotopen per element | B  | C  | N  | O  | F  | Ne |
| 3           | Na          | Mg          | 3                                            | 4                                            | 5                                            | 6                                            | 7                                            | 8                                            | 9                                            | 10                                           | 11                                           | 12                                           | Al | Si | P  | S  | Cl | Ar |
| 4           | K           | Ca          | Sc                                           | Ti                                           | V                                            | Cr                                           | Mn                                           | Fe                                           | Co                                           | Ni                                           | Cu                                           | Zn                                           | Ga | Ge | As | Se | Br | Kr |
| 5           | Rb          | Sr          | Y                                            | Zr                                           | Nb                                           | Mo                                           | Tc                                           | Ru                                           | Rh                                           | Pd                                           | Ag                                           | Cd                                           | In | Sn | Sb | Te | I  | Xe |
| 6           | Cs          | Ba          | ↓                                            | Hf                                           | Ta                                           | W                                            | Re                                           | Os                                           | Ir                                           | Pt                                           | Au                                           | Hg                                           | Tl | Pb | Bi | Po | At | Rn |
| 7           | Fr          | Ra          | ↓↓                                           | Rf                                           | Db                                           | Sg                                           | Bh                                           | Hs                                           | Mt                                           | Ds                                           | Rg                                           | Cn                                           | Nh | Fl | Mc | Lv | Ts | Og |
|             |             |             |                                              |                                              |                                              |                                              |                                              |                                              |                                              |                                              |                                              |                                              |    |    |    |    |    |    |
| Lanthaniden | Lanthaniden | Lanthaniden | La                                           | Ce                                           | Pr                                           | Nd                                           | Pm                                           | Sm                                           | Eu                                           | Gd                                           | Tb                                           | Dy                                           | Ho | Er | Tm | Yb | Lu |    |
| Actiniden   | Actiniden   | Actiniden   | Ac                                           | Th                                           | Pa                                           | U                                            | Np                                           | Pu                                           | Am                                           | Cm                                           | Bk                                           | Cf                                           | Es | Fm | Md | No | Lr |    |

2He · 3He · 4He · 5He · 6He · 7He · 8He · 9He · 10He